# Federico García Vigil
Federico García Vigil (Montevideo, 5 de enero de 1941 - 26 de mayo de 2020) fue un compositor, profesor y director orquestal uruguayo. Entre 1993 y 2008 se desempeñó como Director Titular de la Orquesta Filarmónica de Montevideo. Se desempeñó, además, como catedrático de Dirección Musical en la Escuela Universitaria de Música de la Universidad de la República y en la escuela municipal de música de Montevideo. A pesar de su formación académica, mantuvo siempre una estrecha relación con la música popular y folclórica y, en relación con esta última, con el candombe en particular.

## Biografía
Sus padres fueron Héctor García Moyano y Raquel Vigil Mutuverría, sobrina del escritor Constancio Vigil. Esta pareja poseía una gran inclinación artística y un pensamiento político de índole progresista. Eran admiradores de Federico García Lorca, Mariana Pineda y Emilio Frugoni, a dos de los cuales homenajearían luego con el nombre de sus hijos: Federico y Mariana. Su hermana Mariana García Vigil, al igual que él, se ha dedicado a la música tanto vocacional como profesionalmente.
Concurrió a la Escuela y Liceo Elbio Fernández. Mostró aptitud e interés por la música desde edad temprana, estudiando piano en el Conservatorio Guillermo Kolischer. Más tarde estudió armonía con Fabio Landa, composición con Jiri Bortlichek y orquestación con Charles Schwartz. 
En la que representó una de sus primeras incursiones artísticas, integró hacia 1959 la primera formación del exitoso grupo de dixieland The Hot Blowers, junto a Paco Mañosa, Santiago Grezzi, Edunio Gelpi y Daniel Lencina entre otros. Formaciones posteriores de la banda incluyeron a Rubén Rada y a los hermanos Hugo y Osvaldo Fattoruso, entre muchos otros artistas de esta generación.
Durante su juventud se reunió con frecuencia en un local del barrio montevideano de La Mondiola que constituyó un punto neurálgico para la música en ese entonces: el denominado «taller de Moisés» ya que, en efecto, se trataba de un taller mecánico, parte de la casa de Caio, baterista de Los Shakers; Chocho, baterista de Los Delfines, y Urbano Moraes. Se constituyó en un punto de reunión para futuros grandes músicos y artistas. Por allí pasaron, además de Federico, Manolo Guardia, los hermanos Fattoruso, Mingo Medina y Chiche Cabral, entre otros. A este lugar, más tarde le dedicaría Manolo Guardia el tango denominado "Taller de los inútiles".
A principios de la década de 1960, en pleno proceso revolucionario cubano, García Vigil fue contratado para trabajar en la Orquesta de Ballet de Alicia Alonso en La Habana. El cambio profundo que la revolución estaba produciendo en la sociedad cubana maravilló a Federico, que desde un principio simpatizaba con el movimiento revolucionario. En Cuba conoció a la mujer que luego sería su primera esposa, la bailarina de ballet Margarita Fernández, con la cual regresó a Uruguay.
Durante 1967, Federico integró una agrupación que actuó, junto con El Kinto, como banda estable del local Orfeo Negro, en Montevideo. La banda estaba integrada por Héctor Cardarello en clarinete, «Chiche» Beya en piano, José Pedro Imbelloni en batería y Federico en contrabajo. Al año siguiente, Federico estuvo a cargo de la música de la obra de teatro Libertad, libertad, estrenada en el Teatro El Galpón el 13 de junio de 1968 bajo la dirección de César Campodónico. Asimismo, tocó un tiempo en la primera pieza de la obra como contrabajista, acompañado de Eduardo Mateo en guitarra y Luis Sosa en batería. Durante 1969 tocó junto a Eduardo Mateo en el famoso ciclo de conciertos denominado Musicasiones, a la vez que continuaba su trabajo relacionado con el teatro.
También en 1969, integró Camerata de Tango, conjunto de tango de cámara que dirigía Manolo Guardia, agrupación con la que grabó dos exitosos discos LP, con difusión en Uruguay, Brasil, Argentina y Japón.
En 1971 fue becado por el Ministerio de Educación y Cultura uruguayo para trasladarse a Buenos Aires, con el fin de proseguir sus estudios de dirección de orquesta con el maestro Simón Blech. Ese mismo año, la Embajada de Francia lo invitó a continuarlos en el conservatorio de Estrasburgo, como discípulo del maestro Jean-Sebastian Bereau y, luego, en la Universidad de París, con Pierre Stoll.
En 1974, invitado por los gobiernos de Gran Bretaña y Alemania, recorrió las escuelas de dirección de orquesta de ambos países, profundizando sus conocimientos en el área, y tuvo la oportunidad de dirigir la Orquesta Sinfónica del Conservatorio Nacional de Estrasburgo.
A mediados de la década del 70 conoció a Olga Bérgolo, quien fuera su esposa.
En noviembre de 1978 participó en el Concurso Internacional de Dirección de Orquesta del Festival Villa Lobos en Brasil. Más tarde dirigió el Ensamble Ciudad de Montevideo y la Orquesta Nacional Juvenil de Venezuela. Luego de un suceso familiar muy desafortunado, vivió un período de adicción al alcohol, a la que felizmente pudo poner fin en el año 1985.
En 1983 formó parte de un proyecto de candombe fusión junto a Mike Dogliotti, Hugo Jasa y Roberto Galletti, con quienes grabó el casete Chicalanga 3 + 1, editado por el estudio de grabación La Batuta. 
Desde 1985 hasta 1990 fue director titular de la Orquesta Sinfónica Municipal de Montevideo y, entre 1991 y 1994, dirigió la Orquesta Sinfónica de Colombia. Ha dirigido, además, las Sinfónicas de Argentina, gran parte de las latinoamericanas y varias de Europa y Estados Unidos. También fue intensa su labor como director de Ópera.
En septiembre de 1996 fue distinguido, junto a los maestros Simón Blech e Isaac Karabtchevsky, para dirigir la Orquesta Sinfónica de San Pablo en el Encuentro Sinfónico Internacional Mercosur Cultural.
Falleció a los setenta y nueve años el 27 de mayo de 2020.

## Actividad artística

### Director deOrquesta Sinfónica
Fue director, entre muchas otras, de las siguientes orquestas:
- Orquesta Filarmónica de Montevideo (Director Titular. Uruguay)
- Orquesta Sinfónica de Colombia (Director Titular. Colombia)
- Orquesta Sinfónica de Río de Janeiro (Brasil)
- Orquesta Sinfónica de Porto Alegre  (Brasil)
- Orquesta Sinfónica del Estado de São Paulo (Brasil)
- Orquesta Sinfónica de Maracaibo (Venezuela)
- Orquesta Sinfónica Municipal de Caracas (Venezuela)
- Orquesta Sinfónica Simón Bolívar (Venezuela)
- Orquesta Sinfónica de Manitowa-Wisconsin (Estados Unidos)
- Orquesta Sinfónica de Savannah-Georgia (Estados Unidos)
- Orquesta Sinfónica de Greenville (Estados Unidos)
- Orquesta Sinfónica de Chicago (Estados Unidos)
- Orquesta Sinfónica de Portland (Estados Unidos)
- Orquesta Sinfónica de Vancouver (Canadá)
- Orquesta Sinfónica de Madrid (España)
- Orquesta Sinfónica de Córdoba (España)
- Orquesta Sinfónica de Palma de Mallorca (España)
- Orquesta Sinfónica de Estocolmo (Suecia)
- Orquesta Sinfónica de Varsovia (Polonia)
- Orquesta Sinfónica de Bucarest (Rumania)
- Orquesta Sinfónica NHK de Tokio (Japón)

### Director de Ópera
Como director de ópera, ha sido responsable de la dirección de este género en varios teatros del mundo, entre los que se encuentran el Teatro Solís de Montevideo, Teatro del Libertador de Córdoba, Teatro Argentino de La Plata, Teatro Teresa Carreño de Caracas, Teatro Colón de la ciudad de Bogotá, Teatro Principal de Palma de Mallorca y Cuerpos Estables de la Ópera de Cataluña. Entre otras obras del género, ha dirigido:
- Aída
- Anna Bolena
- Bastián y Bastiana
- Carmen
- La Cenerentola
- Così fan tutte
- Don Giovanni
- Fausto
- La Flauta Mágica
- La Traviata
- Madame Butterfly
- Rigoletto

### Compositor
- Il Duce (ópera sobre texto de Carlos Maggi y Mauricio Rosencof).[3]
- Surcos (Horacio Ferrer / García Vigil).
- Variaciones sobre un tema de Rada.
- Canción de Frondoso (Lope de Vega / García Vigil).
- Canto al hombre (Alfredo Gravina / García Vigil / Manuel Guardia).

## Discografía
- Libertad, libertad (Dirección musical) (I. T. El Galpón, 1968) Sencillo
- Cantata del pueblo (Cantares Del Mundo, CM 0020, edición sin fecha) (Con Manolo Guardia y Alfredo Gravina)
- Sinfonía concertante para bandoneón y orquesta (Homenaje a Torres García) (RCA LPUS 065. 1977)
- Orquestango (Dirigiendo la Orquesta Filarmónica de Montevideo) (Sondor, 8229.2, 2003)
- Orquestango 2 (Dirigiendo la Orquesta Filarmónica de Montevideo) (Sondor, 8259.2, 2004)
- Orquestango 3 (Dirigiendo la Orquesta Filarmónica de Montevideo) (Sondor, 8.274-2, 2006)

###### Con Mike Dogliotti, Hugo Jasa y Roberto Galletti
- Chicalanga 3 + 1 (La Batuta, LBC 006, 1983)

###### Colectivos
- Nuestros compositores (Composición: Variaciones sobre un tema de Rada (Ayuí / Tacuabé, OFM4CD, 2003)

## Reconocimientos
- Premio Florencio (Uruguay. 1969)
- Premio Florencio (Uruguay. 1970)
- Primer Premio en Dirección de Orquesta (Francia. 1973)
- Premio Florencio (Uruguay. 1981)
- Premio Fabini (Uruguay)
- Premio Morosoli (Uruguay)
- Primer Premio de Música de Cámara (Concurso AEMUS-BAW)
- Premio Iris de Oro (Uruguay. 1995)
- Ordre du Mérite Culturel (otorgado por el Ministerio de Cultura de Polonia. 2003)
- Ciudadano Ilustre de Santiago de Chile (Chile. 2003)
- Premio a la Trayectoria Artística y Humana (otorgado por el Foro Iberoamericano de las Artes de la Universidad de Alcalá de Henares. España. 2003)
- Medalla al Mérito Cultural (Colombia. 2004)
- Chevalier dans l'Ordre des Arts et des Lettres (otorgado por el Ministerio de Cultura de Francia. (2005)
- Premio Candelabro de Oro de la B'nai B'rith Uruguay.[4]